# Ziua rezervistului militar
Ziua rezervistului militar este sărbătorită anual în data de 31 mai. Cu această ocazie instituțiile publice din cadrul sistemului de apărare, ordine publică și siguranță națională pot sprijini, în condițiile legii, manifestările prilejuite de acest eveniment. 

## Definiție
Rezervist militar se înțelege orice persoană care deține grad militar în rezervă sau în retragere.